# Bevor du gehst
Bevor du gehst ist ein Lied des deutschen Soulsängers Xavier Naidoo. Es wurde am 3. Juni 2002 als zweite Single aus seinem zweiten Studioalbum Zwischenspiel – Alles für den Herrn veröffentlicht. Es wurde im Mai 2001 von Xavier Naidoo geschrieben und von ihm in Zusammenarbeit mit Michael Herberger produziert. Die Single erschien unter seinem eigenen Label Naidoo Records.

## Mitwirkende
- Xavier Naidoo – Gesang, Songwriter, Produzent, Beat
- Michael Herberger – Produzent, Keyboard, Bläseraufnahme
- Kosho – Gitarre
- Robbee Mariano – Bass
- Joo Kraus – Trompete
- Philippe van Eecke – Bläseraufnahme
- Rainer Sell – Posaune

## Chartplatzierungen
In Deutschland konnte sich das Lied siebzehn Wochen in den Singlecharts halten, sieben davon in den Top-10. Zwei Wochen insgesamt belegte das Lied dort Platz 5 und ist nach dem Vorgänger Wo willst du hin? bereits die zweite Top-10-Single Naidoos im Jahr 2002 und die fünfte insgesamt. In Österreich konnte der Song Platz 14 erreichen und blieb dort 32 Wochen in den Charts. In der Schweiz belegte das Lied Platz 29 und hielt sich dort sechzehn Wochen in den dortigen Singlecharts.
| ChartsChartplatzierungen | Höchstplatzierung | Wochen |
| ------------------------ | ----------------- | ------ |
| Deutschland (GfK)        | 5 (17 Wo.)        | 17     |
| Österreich (Ö3)          | 14 (32 Wo.)       | 32     |
| Schweiz (IFPI)           | 29 (16 Wo.)       | 16     |

| ChartsJahrescharts (2002) | Platzierung |
| ------------------------- | ----------- |
| Deutschland (GfK)         | 29          |
| Österreich (Ö3)           | 56          |